# Vicenza Calcio 2001-2002
Rosa del Vicenza, dopo il mercato invernale (gennaio 2002), per la stagione 2001-2002

## Stagione
L'annata 2001-2002 fu la stagione del centenario biancorosso. La compagine veneta venne considerata tra le grandi favorite al ritorno nella massima serie e la società riprovò la scalata alla Serie A, appena persa, assumendo come timoniere Eugenio Fascetti, il quale guidò i biancorossi nelle prime 18 partite. Dopo Natale, qualche giorno dopo la sconfitta di Genova (2-1) del 23 dicembre 2001 contro la Sampdoria, l'allenatore viareggino venne esonerato, a seguito di una posizione in classifica al di sotto delle aspettative. Al suo posto, dalla 19ª giornata gli subentrò il duo formato da Adelio Moro & Fabio Viviani, i quali esordirono come condottieri dei biancorossi il 6 gennaio 2002 nella partita casalinga (0-0) contro il Cagliari. La Serie A rimase lontana parecchi punti, con il campionato che si concluse al nono posto della classifica con 49 punti, frutto di 12 vittorie, 13 pareggi e altrettante sconfitte. Due furono i calciatori biancorossi giunti in doppia cifra in fatto di realizzazioni: Massimo Margiotta con 15 reti e Stefan Schwoch con 14 centri. Nella Coppa Italia il Vicenza ad agosto disputò il sesto girone di qualificazione, che vide promosso il Messina.

## Rosa
| N. |                   | Ruolo | Calciatore           |
| -- | ----------------- | ----- | -------------------- |
| 1  | Italia (bandiera) | P     | Giorgio Sterchele    |
| 2  | Italia (bandiera) | D     | Alessandro Dal Canto |
| 3  | Italia (bandiera) | C     | Andrea Zanchetta     |
| 4  | Italia (bandiera) | C     | Fabio Firmani        |
| 5  | Italia (bandiera) | D     | Claudio Rivalta      |
| 6  | Italia (bandiera) | C     | Federico Crovari     |
| 7  | Italia (bandiera) | C     | Vincenzo Sommese     |
| 7  | Italia (bandiera) | C     | Gabriele Ambrosetti  |
| 8  | Italia (bandiera) | C     | Paolo Cristallini    |
| 9  | Italia (bandiera) | A     | Stefan Schwoch       |
| 10 | Italia (bandiera) | C     | Antonino Bernardini  |
| 11 | Italia (bandiera) | C     | Lamberto Zauli       |
| 11 | Togo (bandiera)   | A     | Mohamed Kader        |
| 12 | Italia (bandiera) | P     | Saul Santarelli      |
| 12 | Italia (bandiera) | P     | Enrico Milan         |
| 13 | Italia (bandiera) | C     | Ivano Della Morte    |
| 14 | Italia (bandiera) | C     | Michele Marcolini    |
| 15 | Italia (bandiera) | D     | Davide Belotti       |
| 16 | Spagna (bandiera) | C     | Oriol Serra          |
| 17 | Italia (bandiera) | A     | Pierpaolo Nodari     |
| 18 | Italia (bandiera) | A     | Vincenzo Chianese    |

| N. |                       | Ruolo | Calciatore              |
| -- | --------------------- | ----- | ----------------------- |
| 19 | Italia (bandiera)     | A     | Alessandro Sgrigna      |
| 20 | Croazia (bandiera)    | D     | Stjepan Tomas           |
| 21 | Paraguay (bandiera)   | C     | Julio Valentín González |
| 21 | Italia (bandiera)     | C     | Roberto Roverato        |
| 22 | Italia (bandiera)     | D     | Christian Maggio        |
| 23 | Italia (bandiera)     | D     | Paolo Guastalvino       |
| 24 | Italia (bandiera)     | A     | Alessandro Tulli        |
| 25 | Australia (bandiera)  | D     | Mark Byrnes             |
| 27 | Italia (bandiera)     | C     | Paolo Zanetti           |
| 28 | Italia (bandiera)     | D     | Stefano Ferrari         |
| 29 | Italia (bandiera)     | A     | Massimo Margiotta       |
| 30 | Italia (bandiera)     | D     | Cristian Adami          |
| 31 | Italia (bandiera)     | C     | Gabriele Stevanin       |
| 32 | Italia (bandiera)     | D     | Riccardo Fissore        |
| 33 | Italia (bandiera)     | A     | Matteo Scapini          |
| 34 | Italia (bandiera)     | C     | Matteo Rostirolla       |
| 35 | Italia (bandiera)     | P     | Emanuele Lirussi        |
| 44 | Portogallo (bandiera) | D     | Vasco Faisca            |
| 79 | Jugoslavia (bandiera) | P     | Vlada Avramov           |
| 90 | Brasile (bandiera)    | A     | Jeda                    |

## Risultati

### Campionato

#### Girone di andata
| Arbitro: | Palmieri (Cosenza) |

|                    |           |               |
| Schwoch 71’ (rig.) | Marcatori | 76’ Banchelli |

| Arbitro: | Borriello (Mantova) |

|                          |           |                                            |
| M. Rossi 2’ Zampagna 78’ | Marcatori | 23’ Schwoch 51’ Sommese 68’, 90’ Margiotta |

| Arbitro: | Nucini (Bergamo) |

|                               |           |                 |
| Schwoch 8’ (rig.), 88’ (rig.) | Marcatori | 55’ Ghirardello |

| Benevento 16 settembre 2001 4ª giornata | Napoli            | 0 – 0 | Vicenza | Stadio Santa Colomba\| Arbitro: \| Messina (Bergamo) \| |
| Arbitro:                                | Messina (Bergamo) |       |         |                                                         |

| Arbitro: | Treossi (Forlì) |

|             |           |             |
| Sommese 62’ | Marcatori | 51’ Miccoli |

| Messina 30 settembre 2001 6ª giornata | Messina                   | 0 – 0 | Vicenza | Stadio Giovanni Celeste\| Arbitro: \| Dondarini (Finale Emilia) \| |
| Arbitro:                              | Dondarini (Finale Emilia) |       |         |                                                                    |

| Arbitro: | De Santis (Tivoli) |

|                              |           |                               |
| Schwoch 59’, 61’, 80’ (rig.) | Marcatori | 20’ Giandebiaggi 65’ Moscardi |

| Arbitro: | Cesari (Genova) |

|                      |           |  |
| Margiotta 41’ (rig.) | Marcatori |  |

| Arbitro: | Gabriele (Frosinone) |

|                                            |           |                                                       |
| Juric 38’ Artistico 53’ Belotti 79’ (aut.) | Marcatori | 25’ Zanchetta 67’ Marcolini 70’ Margiotta 84’ Schwoch |

| Arbitro: | Tombolini (Ancona) |

|  |           |                                                         |
|  | Marcatori | 25’ Milanetto 30’, 48’ Fabbrini 45+1’ Pasino 55’ Rabito |

| Arbitro: | Dondarini (Finale Emilia) |

|              |           |  |
| Oliveira 48’ | Marcatori |  |

| Arbitro: | Dattilo (Locri) |

|                             |           |                      |
| Margiotta 19’ Zanchetta 33’ | Marcatori | 90’ (aut.) Dal Canto |

| Arbitro: | Messina (Bergamo) |

|                           |           |                          |
| Stroppa 37’ Francioso 51’ | Marcatori | 4’ Marcolini 7’ Chianese |

| Salerno 25 novembre 2001 14ª giornata | Salernitana     | 0 – 0 | Vicenza | Stadio Arechi\| Arbitro: \| Cesari (Genova) \| |
| Arbitro:                              | Cesari (Genova) |       |         |                                                |

| Arbitro: | De Santis (Tivoli) |

|               |           |                               |
| Margiotta 48’ | Marcatori | 88’ Di Natale 90+2’ Bresciano |

| Arbitro: | Saccani (Mantova) |

|                         |           |                                           |
| La Grotteria 73’ (rig.) | Marcatori | 18’ Margiotta 71’ Zanchetta 90+1’ Sommese |

| Arbitro: | Bolognino (Milano) |

|               |           |                         |
| Margiotta 28’ | Marcatori | 14’ Jiranek 22’ Savoldi |

| Arbitro: | Bolognino (Milano) |

|                       |           |               |
| Vasari 12’ Flachi 71’ | Marcatori | 22’ Margiotta |

| Vicenza 6 gennaio 2002 19ª giornata | Vicenza          | 0 – 0 | Cagliari | Stadio Romeo Menti\| Arbitro: \| Nucini (Bergamo) \| |
| Arbitro:                            | Nucini (Bergamo) |       |          |                                                      |

#### Girone di ritorno
| Arbitro: | Dattilo (Locri) |

|            |           |                   |
| Baiano 42’ | Marcatori | 59’ (aut.) Bisoli |

| Arbitro: | Palmieri (Cosenza) |

|                               |           |              |
| Cristallini 40’ Marcolini 71’ | Marcatori | 46’ Mandelli |

| Arbitro: | P. Rossi (Ciampino) |

|                       |           |                      |
| Turato 45’ Sturba 67’ | Marcatori | 30’, 90+1’ Margiotta |

| Arbitro: | Trentalange (Torino) |

|                           |           |            |
| Schwoch 27’ Margiotta 80’ | Marcatori | 23’ Magoni |

| Arbitro: | Ayroldi (Molfetta) |

|                                             |           |             |
| C. Bucchi 38’ Kharja 56’ Miccoli 60’ (rig.) | Marcatori | 71’ Crovari |

| Arbitro: | Cannella (Palermo) |

|                               |           |                         |
| Della Morte 7’ Ambrosetti 21’ | Marcatori | 71’ Godeas 90+1’ Prodan |

| Arbitro: | Rizzoli (Bologna) |

|                      |           |               |
| Tatti 78’ Mendil 88’ | Marcatori | 83’ Marcolini |

| Arbitro: | Trefoloni (Siena) |

|                            |           |                 |
| Anaclerio 75’ Markic 90+3’ | Marcatori | 27’ Cristallini |

| Arbitro: | Pieri (Genova) |

|                                              |           |  |
| Margiotta 24’ Marcolini 46’ Schwoch 49’, 58’ | Marcatori |  |

| Arbitro: | Messina (Bergamo) |

|  |           |               |
|  | Marcatori | 78’ Margiotta |

| Arbitro: | Racalbuto (Gallarate) |

|               |           |                           |
| Margiotta 19’ | Marcatori | 41’ Oliveira 77’ Colacone |

| Arbitro: | Cruciani (Pesaro) |

|            |           |  |
| Albino 76’ | Marcatori |  |

| Vicenza 21 aprile 2002 32ª giornata | Vicenza             | 0 – 0 | Genoa | Stadio Romeo Menti\| Arbitro: \| P. Rossi (Ciampino) \| |
| Arbitro:                            | P. Rossi (Ciampino) |       |       |                                                         |

| Arbitro: | Castellani (Verona) |

|                                         |           |                    |
| Cristallini 11’ Sgrigna 43’ Schwoch 74’ | Marcatori | 90’ (rig.) Arcadio |

| Arbitro: | Cassarà (Palermo) |

|                 |           |  |
| Rocchi 19’, 58’ | Marcatori |  |

| Arbitro: | Rizzoli (Bologna) |

|             |           |             |
| Rivalta 77’ | Marcatori | 23’ Guidoni |

| Arbitro: | Racalbuto (Gallarate) |

|                      |           |  |
| Savoldi 17’ Leon 56’ | Marcatori |  |

| Arbitro: | Saccani (Mantova) |

|  |           |             |
|  | Marcatori | 40’ Bernini |

| Arbitro: | Castellani (Verona) |

|                     |           |                           |
| Suazo 14’ Negri 76’ | Marcatori | 77’ Schwoch 87’ Margiotta |

### =Girone 6
| Arbitro: | Trefoloni (Siena) |

|               |           |                       |
| Panarelli 73’ | Marcatori | 43’ (aut.) Zanoncelli |

| Arbitro: | Castellani (Verona) |

|                               |           |            |
| Chianese 29’, 79’ Schwoch 63’ | Marcatori | 77’ Fanesi |

| Messina 29 agosto 2001 3ª giornata | Messina          | 0 – 0 | Vicenza | Stadio Giovanni Celeste\| Arbitro: \| Nucini (Bergamo) \| |
| Arbitro:                           | Nucini (Bergamo) |       |         |                                                           |

## Classifica finale
|  |     | Classifica finale 2001-2002 | Pt | G  | V  | N  | P  | GF | GS |
|  | --- | --------------------------- | -- | -- | -- | -- | -- | -- | -- |
|  | 1.  | Como                        | 74 | 38 | 22 | 8  | 8  | 53 | 35 |
|  | 2.  | Modena                      | 72 | 38 | 20 | 12 | 6  | 58 | 23 |
|  | 3.  | Reggina                     | 68 | 38 | 19 | 11 | 8  | 50 | 33 |
|  | 4.  | Empoli                      | 67 | 38 | 19 | 10 | 9  | 60 | 35 |
|  | 5.  | Napoli                      | 61 | 38 | 16 | 13 | 9  | 48 | 39 |
|  | 6.  | Salernitana                 | 53 | 38 | 14 | 11 | 13 | 57 | 59 |
|  | 6.  | Bari                        | 53 | 38 | 14 | 11 | 13 | 44 | 51 |
|  | 8.  | Ancona                      | 50 | 38 | 14 | 8  | 16 | 43 | 52 |
|  | 9.  | Vicenza                     | 49 | 38 | 12 | 13 | 13 | 50 | 52 |
|  | 10. | Sampdoria                   | 48 | 38 | 12 | 12 | 14 | 42 | 46 |
|  | 10. | Palermo                     | 48 | 38 | 12 | 12 | 14 | 47 | 54 |
|  | 12. | Genoa                       | 47 | 38 | 10 | 17 | 11 | 43 | 40 |
|  | 12. | Cagliari                    | 47 | 38 | 10 | 17 | 11 | 39 | 39 |
|  | 12. | Messina                     | 47 | 38 | 11 | 14 | 13 | 41 | 42 |
|  | 12. | Siena                       | 47 | 38 | 12 | 11 | 15 | 35 | 44 |
|  | 12. | Cosenza                     | 47 | 38 | 13 | 8  | 17 | 47 | 57 |
|  | 17. | Ternana                     | 45 | 38 | 9  | 18 | 11 | 46 | 49 |
|  | 18. | Cittadella                  | 37 | 38 | 9  | 10 | 19 | 49 | 63 |
|  | 19. | Pistoiese                   | 36 | 38 | 8  | 12 | 18 | 38 | 51 |
|  | 20. | Crotone                     | 25 | 38 | 5  | 10 | 23 | 44 | 70 |

## Marcatori biancorossi
* ceduto nel corso della stagione